# Bullingerplatz (Zürich)
Der Bullingerplatz befindet sich im Zürcher Stadtkreis 4, im Quartier Hard. Der Platz erhielt 1922 seinen Namen und ist nach Heinrich Bullinger (1504–1575), dem Nachfolger von Zwingli als Leiter der Zürcher Kirche, benannt. Er beginnt bei der Sihlfeld-/Zypressenstrasse, endet bei der Bullinger-/Stauffacherstrasse und wird von der Bullingerkirche (1919–20 erbaut, Neubau 1954–55) und den Blockrandbauten der Wohnkolonien der 1920er und 1930er Jahre eingerahmt.

## Geschichte
Der Bullingerplatz entstand in der Zwischenkriegszeit im Rahmen einer neuen Quartierentwicklung, die durch die 1927 abgeschlossene Tieferlegung der bis dahin zwischen den Bahnhöfen Wiedikon, Enge und Wollishofen auf Strassenniveau geführten Seebahn möglich wurde. Um die neue Strassen- und Platzanlage wurden gleichzeitig von Baugenossenschaften grosse Wohnhöfe erstellt, mit denen das Rote Zürich der nach dem Ersten Weltkrieg herrschende Wohnungsnot mit kostengünstigen Wohnungen begegnen wollte.
Der Bullingerplatz stellt den Mittelpunkt des etwa 500 mal 500 Meter messenden Areals zwischen Badener-, Hard-, Hohl- und Seebahnstrasse dar. Die sternförmige Strassenführung – auf den Bullingerplatz zu – basiert auf dem Idealstadtschema der Renaissance und ist für Zürich einmalig. Beim Bullingerplatz treffen sich sechs Strassen in unregelmässigen Winkeln, indem sich hier die Sihlfeldstrasse (früher Schrägweg) als diagonale, primäre Achse, die Stauffacher-/Bullingerstrasse und die Zypressenstrasse kreuzen. Um aus der Kreuzung einen Platz zu gestalten, wurde vom Stadtplaner Konrad Hippenmeier die Stauffacherstrasse (damals noch Bäckerstrasse) als 30 Meter breite Allee über die Bahnlinie hinaus verlängert und leicht gekrümmt zum Bullingerplatz geführt. Die Fortsetzung der Strasse nach Westen, die heutige Bullingerstrasse, erfolgte leicht versetzt gegen Süden. Das Kirchgemeindehaus bildet den westlichen Abschluss, die ABZ-Kolonie Sihlfeld den nördlichen und das Doppelpfarrhaus (1947–48 erbaut) den östlichen.